# Adenophyllum
Adenophyllum é um género botânico pertencente à família Asteraceae. Este género tem 10 espécies.
Trata-se de um género reconhecido pelo sistema de classificação filogenética Angiosperm Phylogeny Website. Neste sistema o género Lebetina é sinónimo de Adenophyllum.

## Taxonomia
O género foi descrito por Christiaan Hendrik Persoon e publicado em Synopsis Plantarum 2: 458. 1807. A espécie-tipo é Willdenowa glandulosa Cav. = Adenophyllum glandulosum (Cav.) Strother

## Espécies
- Adenophyllum anomalum (Canby & Rose) Strother
- Adenophyllum appendiculatum (Lag.) Strother
- Adenophyllum aurantium (L.) Strother
- Adenophyllum cooperi (A.Gray) Strother
- Adenophyllum glandulosum (Cav.) Strother
- Adenophyllum porophylloides (A.Gray) Strother
- Adenophyllum porophyllum (Cav.) Hemsl.
- Adenophyllum speciosum (A.Gray) Strother
- Adenophyllum squamosum (A.Gray) Strother
- Adenophyllum wrightii A.Gray